# 張醒非
張醒非 (Cheung Sing Fei)，最初是粵劇小武，20世紀40年代末期已轉當武生。20世紀50年代遷居香港，亦有當丑生，他在粵劇戲行裡亦是著名的孝子。張醒非與梁金峰短暫返回廣州市，參加廣州市「大四喜劇團」在1953年11月11日(星期三)，於廣州市「東樂戲院」首演陳冠卿先生最新編撰的粵劇《劉金定斬四門》。從他的銀幕處男作《金絲蝴蝶》(1949年8月)至息影電影《如來神掌劈魔平九派》(1968年3月)，參演約300齣香港粵語電影。

## 外部連結
- 香港電影資料館有關張醒非參演電影的記錄[永久]
- 香港影庫：張醒非 （页面存档备份，存于）
- 張醒非的古裝將軍造型片斷侵犯版權?